# 岩田耕一
岩田 耕一（いわた こういち）は、日本の化学者（専門は物理化学、分光学）、学習院大学理学部教授。公益社団法人日本分光学会前会長(2022年-2024年)，監事(2024年-)。

## 人物
北海道出身。学生時代には田隅三生東京大学名誉教授の指導の下、細菌が行う光合成のメカニズムなどの研究や新しい分光装置の開発を行う。現在は、学習院大学でフェムト秒(10−15 秒)からピコ秒(10−12 秒)で進行する溶液中の化学反応を研究の対象としており、生化学反応場としての生体膜に注目した研究も行っている。

## 略歴
- 1984年　東京大学理学部化学科卒業
- 1989年　東京大学大学院理学系研究科科学専攻博士課程修了、学位取得(理学博士)
- 1989年-1990年　オハイオ州立大学化学科 博士研究員
- 1991年-1997年　神奈川科学技術アカデミー 研究員
- 1997年　早稲田大学理工学総合研究センター 客員助教授
- 1997年-2007年　東京大学大学院理学系研究科 助教授
- 2007年-2009年　東京大学大学院理学系研究科 准教授
- 2009年-　学習院大学理学部 教授

## 受賞歴
- 1997年　日本分光学会賞(論文賞)
- 2000年　第16回分子科学研究奨励森野基金
- 2018年　日本分光学会賞

## 主な文献[4]

### 書籍
- 西川恵子、大内幸雄、伊藤敏幸、大野弘幸、渡邉正義『イオン液体の科学：新世代液体への挑戦』(丸善出版)、2012年のうち、「1.5.2 回転ダイナミクスと反応」と「1.5.5 溶媒和電子」を分担執筆。
- 日本光生物学協会光と生命の事典編集委員会、『光と生命の辞典』(朝倉書店)、2014年のうち、「175 光の検出器」を分担執筆。
- 光化学協会　光化学の辞典編集委員会『光化学の辞典』(朝倉書店)、2014年のうち、3-2節「さまざまな光化学反応」③「結合解離反応」を分担執筆。
- 濵口宏夫、岩田耕一『ラマン分光法』(講談社)、2015年。

### 解説記事
- 加藤千尋、岩田耕一、浜口宏夫『時間分解赤外分光法とその短寿命分子種への応用』 分光研究、40、255-274、1991年。
- 岩田耕一、濱口宏夫『ピコ秒時間分解ラマン分光法』 分光研究、44、61-73、1995年。
- 岩田耕一『紫外・可視スペクトル(どうして分子の形がわかるのか 2)』 化学と教育、46、792-795、1998年。
- H. Hamaguchi, K. Iwata, "Physical Chemistry of the Lowest Excited Singlet State of trans-Stilbene in Solution as Studied by Time-Resolved Raman Spectroscopy," Bull. Chem. Soc. Jpn., 75, 883-897, 2002.
- 岩田耕一『フェムト秒時間分解近赤外分光法と「束縛の弱い電子」』 分光研究、54、153-162、2005年。
- K. Iwata, H. Okajima, S. Saha, H. Hamaguchi, "Local Structure Formation in Alkyl-imidazolium-Based Ionic Liquids as Revealed by Linear and Nonlinear Raman Spectroscopy," Acc. Chem. Res., 40, 1174–1181, 2007.
- 岩田耕一『ピコ秒時間分解ラマン分光法』分光研究、69、21-29、2020年。